# Активные операции банка
Активные операции банка — это укрупнение собственных и клиентских средств. К активным операциям банка относят следующие: услуги по кассе, расчетные операции с клиентами, ссудные операции, агентские (брокерские, трастовые, выдача поручительств и гарантий, консалтинговые, маркетинговые исследования, финансирование капиталовложений клиентов), межбанковские услуги на межбанковском рынке, валютные операции и др.
Активные операции, которые банк может совершать для своих клиентов:
- Операции с наличностью;
- Учетно-ссудные операции;
- Агентские услуги банка;
- Межбанковский рынок и межбанковские операции;
- Валютные операции;
- Фондовые операции;
- Банковские консалтинговые операции;
- Банковские операции по обслуживанию населения.